# Neolophonotus melanolophus
Neolophonotus melanolophus là một loài ruồi trong họ Asilidae. Neolophonotus melanolophus được Loew miêu tả năm 1858.